# Миллер, Ребекка
Ребекка Августа Миллер, леди Дэй-Льюис (англ. Rebecca Augusta Miller, Lady Day-Lewis, 15 сентября 1962, Роксбери, Коннектикут) — американская актриса, сценарист и кинорежиссёр, представитель независимого кино.

## Биография
Дочь австрийского фотографа Инге Морат и американского драматурга Артура Миллера. Училась в Йеле. Дебютировала как актриса, в числе прочего снималась в фильмах «Что касается Генри» (1991) и «По взаимному согласию» (1992).
В 1995 году сняла свой первый фильм Анджела.
Муж — актёр Дэниел Дэй-Льюис.

## Фильмография

### Актриса
- 1988: Убийство Мэри Фэган (Уильям Хейл, телевизионный)
- 1989: Георг Эльсер — единственный в Германии[нем.] / Georg Elser — Einer aus Deutschland (Клаус Мария Брандауэр) — Аннелиза
- 1991: Что касается Генри / Regarding Henry (Майк Николс)
- 1992: Ветер / Wind (Кэррол Бэллард)
- 1992: По взаимному согласию / Consenting Adults (Алан Пакула)
- 1993: Огурец / The Pickle (Пол Мазурски)
- 1993: Американские часы / American Clock (Боб Кларк, по пьесе Артура Миллера)
- 1994: Миссис Паркер и порочный круг / Mrs. Parker and the Vicious Circle (Алан Рудольф)
- 1994: Любовная история / Love Affair (Гленн Гордон Кэрон)
- 2017: / The Meyerowitz Stories (Лоретта Шапиро)

### Режиссёр
- 1995: Анжела (премия на фестивале Sundance Film Festival, Серебряный ворон на Брюссельском фестивале фантастического кино)
- 2002: Персональное ускорение (премия на фестивале Сандэнс, премия Джона Кассаветиса на фестивале Независимый дух)
- 2005: Баллада о Джеке и Роуз
- 2009: Частная жизнь Пиппы Ли
- 2015: План Мэгги
- 2023 — Иди ко мне, детка